# 加曼氏凹腹鱈
加曼氏凹腹鱈（学名：Ventrifossa garmani），又稱加氏凹腹鱈，為輻鰭魚綱鱈形目鼠尾鱈科的其中一種。

## 分布
分布于日本南部东岸及南岸等深海海域以及东海琉球海沟北部水深420-700米海区和台湾西南海域等，属于西北太平洋深海底层中等大鱼类。

## 深度
水深320~800公尺。

## 特徵
本魚頭部中大，吻短圓鈍，口大下位，頦部有一長鬚；第一背鰭之硬軟條有細密的小型鋸齒，鰓裂大向前延深達眼睛後緣下方。體被大型櫛鱗，鰭上散布著許多三角形的棘刺。發光器位於兩腹鰭基底之間，呈黑色水滴狀，短小，包圍著肛門及泄殖孔。體呈土黃色，各鰭淡色，體長可達30公分。

## 生態
為深海底棲性魚類，棲息在沙泥底質海域，以小型磷蝦、明蝦為食。繁殖季在冬季至初春。會在夜間時從較深水層洄游至淺水層覓食。

## 經濟利用
無經濟價值，多作為下雜魚處理。